# Фон (народност)
Фон (на фон: Fon-nu), наричани също дахомейци, агаджа или джеджи, са етническа група в южната част на Бенин и съседни райони на Нигерия и Того.
Фон са най-големия етнос в Бенин с около една четвърт от населението на страната, а в миналото са ядрото на държавата Дахомей. Броят им в Бенин се оценява на около 2,1 милиона души (2010). Традиционният им език е фон, част от групата на волта-конгоанските езици, като в наши дни често използват и френски.